# Константинов, Михаил Михайлович (1882)
Михаил Михайлович Константинов (1882—1938) — русский революционер, меньшевик.

## Биография
Родился в 1882 году. Из семьи крестьянина Иркутской губернии. Выпускник учительской семинарии.
С 1903 года участвовал в революционной деятельности в Сибири и на Дальнем Востоке в составе РСДРП(м), выполнял организаторскую и пропагантистскую работу.
В 1908 году присуждён к каторге, после которой в 1914 году был выслан в Якутскую область, где жил до наступления Февральской революции.
В 1917 году начал работать в Иркутске, редактировал газеты меньшевиков «Голос Социал-Демократа», «Единение», активно сотрудничал с меньшевистскими организациями.
После разгрома колчаковских сил «решительно порвал с прошлой деятельностью» (ССЭ, 1930—1931), работал в иркутских учреждениях, ДВ Секретариате Коминтерна, преподавал в Иркутском университете. Состоял в ВКП(б), трудился в Москве.
В 1919 году — председатель Иркутской городской думы, в 1920 — член президиума и управляющий делами Иркутского губернского совнархоза. В 1924 году перешёл на работу управляющего юридической секцией Центрархива. Автор комментариев к книге «Допрос Колчака» (Л., 1925). С 1925 года — декан дальневосточного факультета Института имени Н. Н. Нариманова. Член Всесоюзного общества политкаторжан и ссыльнопоселенцев.
Автор работ, посвящённых революционному движению в Сибири, экономическим и общественно-политических проблемам.

## Публикации
- Земельный вопрос в Сибири (Иркутск, 1917);
- Пушной промысел и пушная торговля в Якутском крае (Иркутск, 1921);
- Развитие рабочего законодательства в Японии («Новый Восток», 1921, 3—4);
- Омские события при Колчаке («Красный архив», 1925, VII, VIII)
- Последние дни колчаковщины (сборник документов, М., Гиз, 1926, Центроархив)[2].
- Как мы освободились : (рассказ бывшего политкаторжанина). - М., 1928. - (Дешевая б-ка журнала "Каторга и ссылка")[4].